# Интерпарламентарен съюз
Интерпарламентарният съюз (на френски: L 'Union interparlementaire или UIP) е международна организация (междупарламентарен съюз) със седалище в Женева. Основан по време на Световното изложение в Париж през 1889 от Уилям Рандъл Кримър, Великобритания и Фредерик Паси, Франция, с цел разработване на предложения за международен арбитраж и разоръжаване.
Интерпарламентарният съюз е от най-старите международни институции с политически характер. Съюзът насърчава мира и международния арбитраж. Както поставя основата на институционалното и многостранно сътрудничество, така също призовава за създаването на подобни институции на правителствено равнище, ООН.
Интерпарламентарният съюз допринася за създаването на Постоянен арбитражен съд в Хага. Съюзът работи в тясно сътрудничество с ООН, като споделят целите и усилията. Също така си сътрудничи с регионални интерпарламентарни организации и международни организации, междуправителствени и неправителствени, с които споделят еднакви идеали.
Към януари 2013 г. в Интерпарламентарния съюз членуват 162 страни членки и 10 асоциирани членове.

## История
През годините осем Нобелови награди за мир се присъждат на ръководители на Интерпарламентарния Съюз:
- 1901: Фредерик Паси, Франция
- 1902: Шарл Албер Гоба, Швейцария
- 1903: Уилям Рандъл Кримър, Великобритания
- 1908: Фредрик Байер, Дания
- 1909: Огюст Бернарт, Белгия
- 1913: Анри Лафонтен, (Белгия)
- 1921: Кристиан Ланге, Норвегия
- 1927: Фердинан Бюисон, (Франция)

Създаден през 1889 г. по инициатива на двама политици и пацифисти, Уилям Рандъл Кримър, Англия и Фредерик Паси Франция, Интерпарламентарният съюз е първият постоянен форум за многостранни политически преговори.
- Уилям Рандъл Кримър, 1828 – 1908
- Фредерик Паси, 1822 – 1912

Първоначално е обикновена асоциация на парламентаристи, след това съюзът се превръща в международна организация между Парламенти на суверенни държави. Съюзът представлява парламентарна дипломация между законодателите на всички политически системи по света, свързване на представителите на всички политически тенденции. Той е изключителен пример за развитието на политическата мисъл.
Раждането на Интерпарламентарния съюз се намира в контекста на пацифистки идеи, които се развиват в средата на XIX век. Създаването на Интерпарламентарния съюз изглежда необходима и логична стъпка.
На 31 октомври 1888 г. в Париж, се провежда първата парламентарна френско-британска среща.Фредерик Паси открива дебата и е избран за президент. Той изразява мнение, че между САЩ и Франция най-лесно би могъл да се сключи арбитражен договор, тъй като между САЩ и Англия има известни спорове: Ирландия, Канада.

Решава се, че следващата година ще се проведе по-голяма конференция, която ще продължи работата, започната по време на първата.
В комитета, който трябва да организира Конференцията през 1889, Паси е пратеник на Франция, а Кримър на Англия.
След известни трудности, първата интерпарламентарна конференция се състои в хотел ‘Continental’, в Париж. 55 представители на Франция, 28 на Англия, както и 11 представители на други парламенти са присъстващи: 5 от Италия, по 1 от Белгия, Испания, Дания, САЩ и Либерия.
Въпреки слабото чуждестранно участие, това е достатъчно да даде на Конференцията международен характер. На 30 юни 1889 г. се взима решение за създаване на интерпарламентарни Конференции, и оттам на Интерпарламентарния съюз. Движението бързо се разраства и, през 1894 г., е създадена организация с постоянен секретариат под името на Интерпарламентарен съюз. Оттогава и въпреки двете световни войни, Съюзът продължава работата си в полза на мира и укрепването на парламентарните институции. В допълнение, редовни и специални срещи на Съюза дават възможност за стартиране на нови идеи и инициативи, които биха могли да допринесат за каузата на мира и международното сътрудничество.
В София са проведени две от досегашните конференции на съюза 1977 и 1988.

## Функции
Международна организация на парламенти от суверенни страни – нейният нов статут на набюдател в ООН маркира последната стъпка в стремежа ѝ да изведе сферата на парламентарната дейност на международната сцена, както и да повиши ролята на народните представители в процеса на международните преговори.

Членовете на Интерпарламентарния съюз заседават 2 пъти годишно, през пролетта и есента, за да обсъдят актуалните международни въпроси. Също така се свикват симпозиуми и специални конференции.
Като форум за парламентарен диалог и действие, организацията обединява парламентаристите за:
1. Разглеждане на въпроси с интернационален интерес и обхват;
2. Принос към сигурността и спазването на човешките права;
3. Поддръжка на консолидирането на представителните институции в света.

### Цели на Интерпарламентарния съюз
- координацията и обмена на опит между парламентите и парламентаристите на всички страни
- обсъждане на въпроси от национален интерес и вземане на решение, водещо до съответно действие от парламентите и парламентаристите
- подпомагане на защитата и спазването на човешките права – важен фактор за парламентарната демокрация и развитието
- допринасяне за по-доброто функциониране на представителните институции и укрепването и развитието на техните средства за действия

Съюзът се стреми да намери различни начини от тези със сила, за разрешаване на споровете между държавите. Най-големият успех е създаването на Постоянен арбитражен съд в Хага през 1899 г. Интерпарламентарният съюз подкрепя Лигата на Нациите, ООН. Състоят се конференции в различни градове по света за разрешаване на проблеми, от които зависи бъдещето на човечеството. Интерпарламентарният съюз насърчава също представителните институции.
Въпросите за сигурността и мира винаги са били на челно място в програмата на съюза.
В много случаи членовете са предприемали действия по въпроси на сигурността, в това число на разоръжаването, налагане на ембарго и международни санкции, Международния криминален съд и тероризма.
През 1994 г. е създаден специален комитет с цел утвърждаване и спазване на международните хуманитарни закони.
През 1999 г. този комитет, в сътрудничество с Международния комитет на Червен кръст, публикува наръчник за парламентаристи, посветен на спазването на международните хуманитарни закони.
Организацията има интерес да съдейства за намаляване на напрежението при политическите преговори.
Срещите на съюза осигуряват възможност за диалог, като по този начин намаляват напрежението и изграждат доверие.
Организацията има парламентарен комитет, който подпомага постигането на напредък в изработването на споразумение за уреждане на конфликта в Близкия изток, както и група от преговарящи, които поддържат диалога между представителите на политическите партии в двете части на Кипър.
Организацията има специален механизъм за развитие на сигурността и сътрудничеството в района на Средиземно море.

## Финансиране и администрация
Интерпарламентарният съюз е световна международна политическа организация с международна правосубектност в международното право.

### Администрация
Общо събрание, Управителен съвет, Изпълнителен комитет и Секретариат
Общото събрание е основният законоустановен орган. Изразява становището на звеното по политически въпроси. Общото Събрание заседава два пъти годишно. Състои се от делегати от страните членки. 
Управителен Съвет се заема с контрола върху изпълненитето на дейностите на Съюза. Съветът обикновено провежда 2 заседания през годината. Той се състои от по трима представители от всяка страна членка. Управителният Съвет избира председателя на Интерпарламентарния съюз за период от три години. Съветът избира членовете на Изпълнителния Комитет и назначава Генералния Секретар.
Изпълнителният Комитет е съставен от председателя на Интерпарламентарния съюз, 15 членове от различни парламенти (избрани от Управителния съвет; трябва да се изберат не по-малко от 12, измежду членовете на Управителния Съвет) и от председател на Комитета по Координация за Среща на жените парламентаристи.15-те избрани места са за геополитически групи. Допустими в Управителния съвет са парламентаристи от държавите, в които жените имат право да гласуват и да се кандидатират за избори. Комитета е основния административен орган.
Администрацията на Секретариата на Интерпарламентарния съюз, под ръководството на Генерален секретар, изготвя и представя на Изпълнителния комитет програмата на работа и годишния бюджет на Организацията. Генералният секретар е отговорен за изпълнението на одобрения бюджет и управлението на активите на Съюза, в съответствие с финансовите регламенти. Той представя на Изпълнителния Комитет подробна информация относно финансовото състояние на Организацията и развитието на приходите и разходите.

#### Управление
- Председател на Интерпарламентарния съюз е Абделуахад Ради, Мароко, избран на този пост за тригодишен мандат на 19 октомври 2011 г. на 189-о събрание на Управителния съвет.
- Генерален секретар от 1998 г. е Андерс Йохансон, Швеция. Неговият мандат е 4-годишен, като от 1998 г. е преизбиран вече 4 пъти.

### Бюджет и финансиране
Интерпарламентарният Съюз е обществена организация, финансирана с пълна прозрачност от Парламентите на страните членки и Асоциираните членове (Международни парламентарни Асамблеи допуснати в Интерпарламентарния Съюз), чиито годишни вноски съответстват на скала, одобрена от Генералния Съвет. В качеството си на международни служители, членовете на Съюза плащат вътрешен данък. Този режим на вътрешно облагане генерира приходи, които са в полза на всички страни членки. Бюджета за 2007 г. е 17,4 милиона швейцарски франка, от които и доброволни вноски.
Бюджет 2013 г., се основава на Стратегията за 2012 – 2017 г., който предвижда брутни оперативни разходи на стойност 13,6 милиона швейцарски франка. Тъй като вноските на държавите членки са замразени от 2012 г., увеличение може да има само от нови членове.

#### Данъци
В Швейцария и САЩ, където съюза изрично е признат като международа организация, разполага с привилегии и имунитет. Той разполага и в двете страни със специален статут на международна организация, освободена от данъци. В Швейцария, Съюзът е освободен, по силата на Споразумението от 1971 г., от преки и косвени данъци, федерални, кантонални и общински, като разполага със същите права както други международни организации.
В САЩ е освободен от преки федерални данъци, въз основа Закона за имунитети на международните организации, както заплащане на данъци в щата Ню Йорк, и местни данъци върху продажбите и потреблението.

## Членове

### Държави членки
Интерпарламентарният съюз към януари 2013 г. има 162 страни-членки и 10 асоциирани членове.
Членовете са били 9 при създаването му, 24 преди Първата световна война и 112 по време на стогодишния му юбилей. Ако се сравни броя на членовете в ООН (193), се вижда, че липсват около 30 страни.

### Асоциирани членове
- Източноафриканско Законодателно събрание
- Парламентарна асамблея на Съвета на Европа
- Интерпарламентрен комитет на Икономическия и валутен съюз на Западна Африка
- Андски парламент
- Временен Арабски парламент
- Централноамерикански парламент
- Парламент на Икономическата общност на западноафриканските държави
- Парламент на Икономическата и валутна общност на Централна Африка
- Европейски парламент
- Латиноамерикански парламент

## Седалище
- Интерпарламентарен Съюз, Секретариат в Женева

Съюза е създаден през 1889 г. в Париж. През първите години съществуване на тази институция, нейното седалище се променя три пъти:
- 1892 – 1911: Берн (Швейцария)
- 1911 – 1914: Брюксел (Белгия)
- 1914 – 1920: Осло (Норвегия)

От 1921 г., седалището на Интерпарламентарния Съюз се намира в Женева, но се е намирало на пет различни места в града. От 1 януари 2003 г., се намира в Maison des Parlements (Къща на Парламентите) в Гран Саконе.

## Нова стратегия
През октомври 2011 г., Интерпарламентарният съюз приема стратегията 2012 – 2017 под името ‘По-добри парламенти за силни демокрации’, която определя курс за развитие на съюза за следващите 5 години за мобилизиране на ресурси и подкрепа за постигане на нейните цели. В крайна сметка тази стратегия ще помогне на страните-членки да изградят един Интерпарламентарен съюз, който да е универсален, динамичен и ефикасен, както и способен да развие и подобри културата, ценностите и демократичните институции чрез сътрудничество между парламентите.
Главна квартира:
Inter-Parliamentary Union
Chemin du Pommier 5
Case Postale 330
CH-1218 Grand Saconnex, Geneva
Switzerland
Tel.:41 22 919 41 50
e-mail:postbox@mail.ipu.org
Website:www.ipu.org
Офиса на постоянния наблюдател на IPU в ООН се намира в Ню Йорк.